# 恩格爾伍德 (密蘇里州)
恩格爾伍德（英語：Englewood）是位於美國密蘇里州布恩縣的非建制地區。

## 歷史
恩格爾伍德的郵局於1892年設立，其後於1906年停運。

## 地理
恩格爾伍德所處的海拔為高於海平面267米（即876英呎），而該地所採用的時區為UTC-6，即北美中部時區（CST）。同時該地設有夏令時間，為UTC-6調快一小時，即UTC-5（CDT）。